# Csegő
A Csegő régi magyar személynév.

## Gyakorisága
Az 1990-es években szórványos név, a 2000-es években nem szerepel a 100 leggyakoribb férfinév között.

## Névnapok
Július 15.

## Híres Csegők
- „Csegő” utónevű személyek szócikkeinek listája a Wikidata alapján